# 美国警衔
美国警察没有全国统一的警衔，全國超過17000多個警察部門在組織上互不隸屬干涉，各州各郡各市各行其事，大都把職務和警衔等融為一體。故此美国各州各市的警衔标志虽大同小异（与美国军队军衔階級章類似），但却不能一一对应（更不能与美军军衔对应），即使相同等級的稱謂也不一樣。以下为美国部分有代表性的县、市及州的警衔设置及其标志。

## 市警察警銜

### 洛杉矶警察局（LAPD）警銜[1]
1. 總監（Chief of Police）——4枚银色星徽
2. 助理总监（Assistant Chief of Police）——3枚银色星徽
3. 副總監（Police Deputy Chief）——2枚银色星徽
4. 警正（Police Commander）——1枚银色星徽
5. 警監（Police Captain） ——2道银色横杠
6. 副警監（Police Lieutenant）—— 1道银色横杠
7. 警佐（Police Sergeant） ——3道折杠
8. 警探（Police Detective）
9. 警員（Police Officer）

說明：洛杉磯警衔系统中，從警员到總警監，各級內還有不同檔次。比如， 警员分為1、2、3級， 剛服役新警銜別為1級警员， 依此類推。總警監只有一名，即洛杉磯警察局長，是該市警局最高首長。

### 波士頓警察局（BPD）警銜
1. 局長（Commissioner）（文職，作為波士頓警局長，全體警察均向其負責）
2. 總警司（Superintendent In Chief）——4枚金色星徽
3. 警司（Superintendent）——3枚金色星徽
4. 副警司（Deputy Superintendent）——2枚金色星徽
5. 警監／偵緝警監（Captain／Captain Detective）——2道金色横杠
6. 副警監／偵緝副警監（Lieutenant／Lieutenent Detective）——1道金色横杠
7. 警佐／偵緝警佐（Sergeant／Sergeant Detective）——3道折杠
8. 警探（Detective）
9. 警員（Officer）

## 州警察警衔

### 佛蒙特州州警（VSP）警銜[2]
1. 總警督（Colonel）——金色鹰徽（同美軍上校）
2. 警督（Lieutenant Colonel）——银色树叶（同美軍中校）
3. 副警督（Major）——金色树叶（同美軍少校）
4. 警監（Captain）——2道银色横杠（同美軍上尉）
5. 副警監（Lieutenant）——1道银色横杠（同美軍中尉）
6. 警佐（Sergeant）——3道折杠
7. 警士（Corporal）——2道折杠
8. 警員（Trooper）——1道折杠

佛蒙特州警是美國典型的州立警察，行政上隸屬於該州公共安全署領導。除了警員分為2級與1級兩檔外，其他銜別沒有檔次。總警監只有一名，擔任佛蒙特州警長。

### 馬里蘭州州警（MDSP）警銜[3]
1. 警司（SUPERINTENDENT）——银色鹰徽
2. 警督（LIEUTENANT COLONEL）——银色树叶
3. 副警督（MAJOR）——金色树叶
4. 警監（CAPTAIN）——2道银色横杠
5. 副警監（LIEUTENANT）——1道银色横杠
6. 總警佐（SERGEANT MAJOR）——3道折杠+2条弧线+1枚五角星
7. 一級警佐（FIRST SERGEANT）——3道折杠+2条弧线+1枚菱形
8. 偵緝警佐（DETECTIVE SERGEANT）——3道折杠+2条弧线
9. 警佐（SERGEANT）——3道折杠
10. 警士（CORPORAL）——2道折杠
11. 一級警員（TROOPER FIRST CLASS）——1道折杠
12. 警員（TROOPER）

馬里蘭州警銜中，警員分為2檔，警佐分為4檔。警司只有一名，即州警察廳長。

### 维吉尼亚州州警（VSP）警衔
1. 总警督（Colonel）——银色鹰徽
2. 警督（Lieutenant Colonel）——银色树叶
3. 副警督（Major）——金色树叶
4. 警監（Captain）——2道银色横杠
5. 副警監（Lieutenant）——1道银色横杠
6. 一级警佐（First Sergeant）——3道折杠+4道弧形+1菱形
7. 警佐（Sergeant）——3道折杠
8. 总警员（Master Trooper）
9. 高级警员（Senior Trooper）
10. 二级警员（Trooper II）
11. 一级警员（Trooper I）
12. 见习警员（Trainee）

## 郡警警衔

### 馬里科帕縣警署（Maricopa County Sheriff's Office）警銜
1. 治安官（Sheriff）
2. 副總警长（Chief Deputy）
3. 副警长（Deputy Chief）
4. 警監（Captain）
5. 副警監（Lieutenant）
6. 警佐（Sergeant）
7. 警员（Deputy Sheriff ／Detention Officer）